# مصطفی امیرسلیمانی
میرزا مصطفی خان مشیرالسلطنه (زاده ۱۲۶۱ خورشیدی - درگذشته ۱۳۵۰ خورشیدی) که نام خانوادگی امیرسلیمانی برگزید، از رجال صوفی مسلک دوره قاجار و پهلوی و نماینده مجلس سنا بود.
پدرش علیرضا خان عضدالملک رئیس ایل قاجار بود که نخستین نایب‌السلطنه احمد شاه شد. تحصیلاتش در مدارس علمیه قدیمه بود. پس از مشروطیت در دربار احمدشاه سمت‌هایی به دست آورد. از سر دوستی و نزدیکی با ظهیرالدوله به تصوف گرایش یافت و خانقاهی در کوی سنگلج بنیاد نهاد. بعدها این خانقاه به حسینیه مشیرالسلطنه و سپس حسینیه امیرسلیمانی معروف شد.
لقب مصطفی خان، سالارالسلطان بود تا اینکه پس از مرگ میرزا احمد خان مشیرالسلطنه در سال ۱۲۹۷ خورشیدی، این لقب به او رسید. در سال ۱۳۳۲ محمدرضا شاه او را سناتور انتصابی کرد و یک دوره چهار ساله عضو مجلس سنا بود.
از امیرسلیمانی با عنوان مردی بی‌آزار و نیکوکار یاد می‌شود که بیشتر دارایی خود را وقف امور خیریه کرد.
در سن ۸۸ سالگی درگذشت.